# Братський комплекс
Братський комплекс (яп. ブラザーコンプレックス) відноситься до стану сильної прихильності та одержимості братами. Його також зазвичай скорочують як «брокон» (ブラコン), і в цьому випадку воно також використовується для братів і сестер, які мають сильну прихильність і одержимість своїми братами.

## Історія
У 1917 році у своїй праці «Психоаналіз» Йошіхіде Кубо заявив, що Офелія та Лаерт мали стосунки «комплексу брат-сестра». У своїй праці «Психологічний аналіз» 1932 року Кубо назвав стосунки між батьком і дочкою через статевий інстинкт «комплексом батька-доньки», а відносини між матір'ю і сином — «комплексом мати-син». Він стверджує, що «комплекс брат-сестра» є перенесенням «комплексу батька-дочки» і «комплексу матері-сина».
Слово «братський комплекс» використовується в манзі «Сміхотливий клоун» (Laughing Clown), яка зображує брата і сестру, які прагнуть стати скрипалями, що включено до книги Акемі Мацузакі «Лабіринтовий замок» (Labyrinthine Castle) випущена в 1988 році.

## Огляд

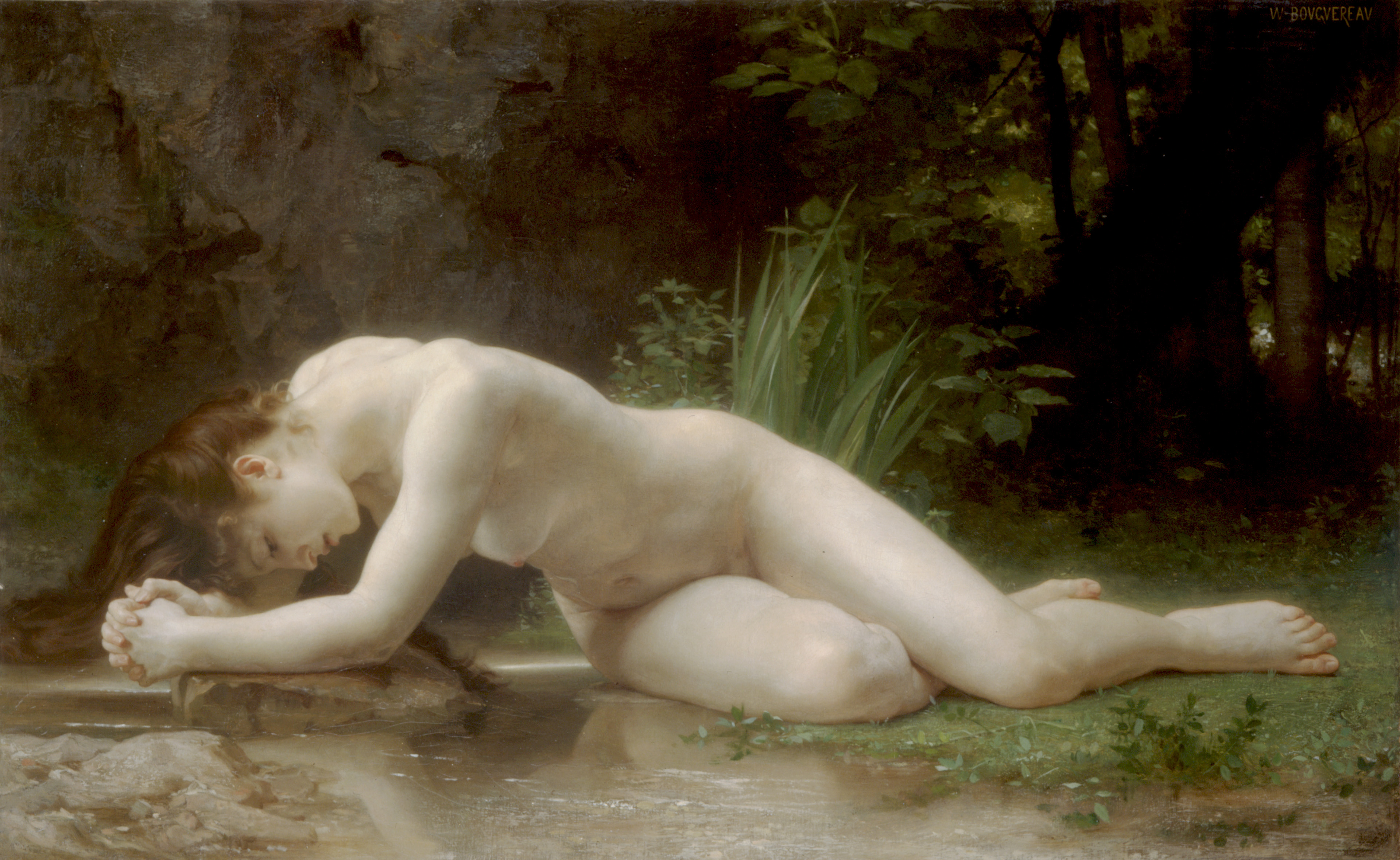
Бібліда одержима своїм братом Кавном

Термін «братський комплекс» спочатку був сленговим терміном для фетишизму, але він був узагальнений цим терміном, оскільки фетишизм і комплекс були спорідненими поняттями в аналітичній психології. Коли інша сторона є сестрою, це називається « сестринським комплексом».
Загалом братський комплекс описується так: сестра має «любовні почуття до свого брата» та «виключне бажання ним володіти». Для жінки з братським комплексом брати в поєднанні з сексуальними прагненнями можуть стати ідеалізованим образом і мати більше впливу на її життя, ніж її батьки. Наприклад, вибрати коханця або чоловіка, який має щось спільне або схоже з її братами. Це може супроводжуватися негативним іміджем, і це може розглядатися як «примушення братів максимально прийняти її егоїзм» або «ставлення до братів вільно та зручно». З іншого боку, міцний зв'язок між братами-чоловіками часто сприймається позитивно як символ мужності.
За словами психіатра Такаші Окади, жінки з братським комплексом можуть впасти в депресію або бути нестабільними, коли їхній брат має коханку або коли вони виходять заміж. Крім того, у такому випадку вона може відчувати ревнощі до партнерки свого брата або може ідеалізувати партнерку свого брата як сутність, яка здобула любов її брата, яку вона не могла отримати. Щоб заспокоїти свої почуття, жінка в такій ситуації, серед іншого, вирішить уникати дому свого брата, залежно від того, наскільки вона відчуває до нього прихильність.
За дослідженням Mynavi Corporation серед жінок, які мають братів і сестер, станом на вересень 2019 року більше 20 % жінок мали братський комплекс.

## Причина
Припускають, що причиною надмірного братського комплексу є проблеми батьків і соціальна тривога. Інтерпретації, пов'язані з дитячим психологом Жаном Піаже, припускають, що старша сестра, можливо, намагається вирішити своє невдоволення своєю децентралізацією через народження її молодшого брата, контролюючи свого молодшого брата.

## Термін
З 2000-х років термін «братський комплекс» іноді використовується як термін у відеоіграх (особливо ероґе), аніме та легких романах. Китайською мовою це називається «兄控». Як конкретний приклад творів, у яких йдеться про брокона (або фігурує людина з таким темпераментом), можна назвати «Ґекка но Ічігун», «Сестра принцеса», «Oreimo», «ОніАй», «Ти мені зовсім не подобаєшся, старший брате!», «Моя дівчина — шльондра», «Хенсукі», «Моя сестра, моя письменниця», «Світовий Перелом: Арія прокляття для святого мечника». Мінако Сайто стверджує, що Сайла Масс більше схожа на братський комплекс Чара Азнебла. У фільмі Такако Шимури «Прекрасний кожен день» зображена дівчина з братським комплексом. Терон Мартін з Anime News Network заявляє, що нерозділене кохання Сугухи Кірігая до Кіріто в Sword Art Online, схоже, має на меті потурати фанатам «Комплексу Великого Брата».
12 серпня 2012 року Flex Comix відкрила спеціальну сторінку на своєму офіційному веб-сайті для антології коміксів Brocon Anthology Liqueur, яка базується на братському комплексі.